# Bogaletch Gebre
Bogaletch „Boge” Gebre (ur. lata 50. XX wieku, zm. 6 listopada 2019) – etiopska naukowiec i aktywistka. W 2010 roku The Independent scharakteryzował ją jako „kobietę, która rozpoczęła bunt etiopskich kobiet”. Wraz z siostrą Fikirte Gebre, założyła KMG Ethiopia, poprzednio zwaną Kembatti Mentti Gezzima-Tope. Organizacja charytatywna działa na rzecz kobiet w wielu obszarach, w tym w zapobieganiu okaleczaniu żeńskich narządów płciowych i uprowadzeniom weselnym, praktyce porywania i gwałcenia młodych kobiet w celu zmuszenia ich do małżeństwa. Według Narodowego Komitetu ds. Tradycyjnych Praktyk Etiopii takie praktyki były podstawą 69% małżeństw w kraju od 2003 roku. 
The Independent donosi, że organizacja zmniejszyła wskaźnik porwań ślubnych w Kembatta o ponad 90%, podczas gdy The Economist zauważa, że przypisano jej zmniejszenie okaleczania żeńskich narządów płciowych ze 100% do 3%. W 2005 Bogaletch Gebre otrzymała Nagrodę Północ-Południe, a w 2007 Nagrodę Jonathana Manna za globalne zdrowie i prawa człowieka. Za swój wkład w rozwój Afryki, w maju 2013, Boge została nagrodzona Międzynarodową Nagrodą Rozwoju Króla Baudouina.

## Życiorys
Gebre sama była ofiarą okaleczania żeńskich narządów płciowych w wieku 12 lat. Ponadto jej ojciec zabronił jej formalnej edukacji, ale wymknęła się z domu, aby uczęszczać do szkoły misyjnej. Ostatecznie studiowała mikrobiologię w Jerozolimie, a następnie studiowała na University of Massachusetts Amherst na stypendium Fulbrighta. Podczas pobytu w Stanach Zjednoczonych założyła swoją pierwszą organizację charytatywną, Development Through Education, za pośrednictwem której studenci etiopskich szkół średnich i uniwersytetów otrzymali książki techniczne o wartości ok. 26 000 USD.
Po uzyskaniu stopnia doktora z epidemiologii Gebre wróciła do Etiopii, aby pomóc chronić prawa kobiet w latach 90. Po pierwszym wystąpieniu publicznym na temat tabu jakim było wówczas HIV / AIDS, Gebre zdała sobie sprawę, że będzie musiała uwiarygodnić się w oczach społeczności, zanim będzie mogła wprowadzić zmiany. Aby to uczynić postanowiła naprawić inny problem, który jej wskazano po wykładzie, którą była budowa mostu. Zapewniła niezbędne zasoby do budowy mostu i tym samym – jak twierdzi w wywiadzie – zaskarbiła sobie wdzięczność lokalnej społeczności. Taka miała być geneza organizacji Kembatti Mentti Gezzima-Tope (KMG), czyli Kembackie kobiety trzymają się razem.   